# Торо танзанійський
То́ро танзанійський (Phyllastrephus placidus) — вид горобцеподібних птахів родини бюльбюлевих (Pycnonotidae). Мешкає в Східній Африці.

## Поширення і екологія
Танзанійські торо поширені в Кенії, Танзанії, Замбії, Малаві і Мозамбіку. Вони живуть в тропічних лісах.